# Walter von Gottberg
Walter Philipp Werner von Gottberg (6 tháng 12 năm 1823 tại Königsberg – 9 tháng 5 năm 1885) là một sĩ quan quân đội Phổ, đã được thăng đến cấp Thượng tướng Bộ binh. Ông từng tham gia trong cuộc Chiến tranh Áo-Phổ và cuộc Chiến tranh Pháp-Đức.

## Gia đình
Walter ông là con trai trưởng của Werner von Gottberg, địa chủ (Gutsherr) của Perschelen tại Landkreis Preußisch Eylau và Woopen tại Kreis Friedland (mất năm 1846), và bà Johanna Zornow. Ông đã kết hôn với Alice Codrington, và cuộc hôn nhân này đã mang lại cho ông ba người con gái.

## Binh nghiệp
Sau khi học tập trong đội thiếu sinh quân, Gottberg khởi đầu sự nghiệp của mình vào năm 1840 với quân hàm thiếu úy trong Trung đoàn Phóng lựu Cận vệ "Thái tử" (Đông Phổ 1) số 1 tại Königsberg, thủ phủ tỉnh Đông Phổ. Tiếp theo đó, vào năm 1853, ông trở thành một trung úy trong Bộ Tổng tham mưu (Großen Generalstab). Vào năm 1856, ông lên quân hàm Đại úy, rồi năm sau (1860) ông được thăng cấp Thiếu tá và với cấp bậc này ông gia nhập Bộ Chiến tranh Phổ. Cuối cùng, vào năm 1865, ông được bổ nhiệm làm Tư lệnh của Trung đoàn Phóng lựu số 6 và chỉ huy trung đoàn này tham gia cuộc Chiến tranh Áo-Phổ (1866), đặc biệt là trong các trận chiến tại Nachod, Skalitz và Schweinschädel.
Vào tháng 9 năm 1866, ông được ủy nhiệm làm Tham mưu trưởng trong một Bộ Tổng chỉ huy Quân đoàn (Generalkommando). Cùng năm đó, ông được thăng quân hàm Đại tá. Trong cuộc Chiến tranh Pháp-Đức (1870 – 1871), ông được cử làm Chủ nhiệm Cục hậu cần (Oberquartiermeister) trong Tập đoàn quân số 3 (dritten Armee) do Thái tử Friedrich Wilhelm, nhờ đó ông có được mối liên hệ cá nhân gần gũi với người kế vị ngai vàng Phổ. Vào năm 1871, ông được phong quân hàm Thiếu tướng. Ở cấp bậc này, ông đã giám sát việc giáo dục các vương tôn Wilhelm và Heinrich, con của Thái tử, và được mệnh danh là "thống đốc quân sự" của vị hoàng đế tương lai của Đức. Cho đến năm 1876 ông là Tham mưu trưởng của Cục thanh tra quân đội IV ( 4. Armee-Inspektion), rồi được phong quân hàm Trung tướng vào năm 1876. Năm 1877, ông được bổ nhiệm làm Tư lệnh của Sư đoàn số 26 tại Württemberg, vào năm 1881 ông được nhậm chức Thống đốc thành phố Straßburg và vào năm 1883, ông lên cấp Tượng tư lệnh của Quân đoàn I. Cuối cùng, vào ngày 20 tháng 9 năm 1884, ông được phong quân hàm Thượng tướng Bộ binh, nhưng không lâu sau đó thì ông từ trần.

## Phong tặng
- Huân chương Thập tự Sắt hạng nhất
- Huân chương Quân công
- Huân chương Đại bàng Đỏ hạng nhất với Lớp men và Bảo kiếm trên Chiếc nhẫn